# ام‌بی‌دی‌ای
ام‌بی‌دی‌ای (به انگلیسی: MBDA)، یک شرکت طراح و سازندهٔ موشک است که در فرانسه، آلمان، ایتالیا، اسپانیا، بریتانیا و ایالات متحده آمریکا فعالیت می‌کند. این شرکت در دسامبر ۲۰۰۱ با ادغام شرکت فرانسوی آئروسپاسیال-ماترا، شرکت ایتالیایی آلنیا مارکونی سیستمز و شرکت بریتانیایی ماترا بی‌ای‌ئی داینامیکس پدید آمد. در سال ۲۰۰۳، این شرکت دارای ۱۰٬۰۰۰ کارمند بود. در سال ۲۰۱۱، این شرکت ۳ میلیارد یورو گردش کالا داشت و بیش از ۳٬۰۰۰ موشک تولید نمود و میزان ثبت سفارش آن به ۱۰/۵ میلیارد یورو رسید. ام‌بی‌دی‌ای هم‌اکنون با نیروهای مسلح ۹۰ کشور در جهان همکاری می‌کند.